# Armen Tigranjan
Armen Tigranjan (Armeens: Արմեն Տիգրանյան, Armen Tigranyan) (Alexandropol, 26 december 1879 - Tiflis, 10 februari 1950) was een Armeens componist en dirigent. Zijn bekendste werken zijn de nationale opera's Anoesj (1912) en Davit Bek (1950). De tweede opera was meteen zijn laatste compositie.

## Leven

### Jeugd en opleiding
Armen Tigranjan werd op 26 december 1879 geboren in Alexandropol (Gjoemri, Armenië) in het Keizerrijk Rusland. Op jonge leeftijd ontwikkelde hij een interesse voor muziek. Zo speelde hij fluit en trad op met het blazersorkest van zijn school. In 1894, toen hij vijftien jaar oud was, verhuisde zijn familie naar Tbilisi (in het huidige Georgië). Hier studeerde Tigranjan fluit en muziektheorie. In 1902 werkte hij zijn opleiding aan het Muziekcollege van Tbilisi af met een opleiding in compositie bij Makar Jekmaljan, die bekend stond als componist van polyfonische Armeense missen. Later dat jaar keerde hij terug naar Alexandropol, waar hij school- en volkskoren ging dirigeren. Tegelijk begon hij zijn eerste liederen te componeren op de teksten van dichters zoals Avetik Isahakjan en Hovhannes Hovhannisjan, en schreef hij arrangementen voor Armeense volksliederen.

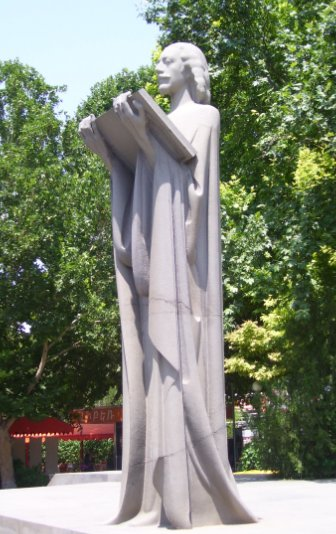
Standbeeld van Tigranjan in Jerevan

### Carrière
In 1908, op 29-jarige leeftijd, begon Tigranjan te schrijven aan zijn eerste opera, Anoesj (Անուշ Anuš). Anoesj is gebaseerd op het gelijknamige gedicht van Hovhannes Toemanjan, een verhaal van liefde en tragiek op het Armeense platteland dat al snel een klassieker in de Armeense literatuur werd. De eerste volledige versie ging in première in Alexandropol op 4 augustus 1912, en was meteen de eerste opera in het Oost-Armeens. In de loop van de volgende dertig jaar bracht hij nog vele wijzigingen en toevoegingen aan in de opera. Anoesj onderscheidt zich van traditionele opera's door de opname van elementen uit de Armeense volkscultuur. Sinds 1935 maakt Anoesj onafgebroken deel uit van het repertorium van de Opera van Jerevan, en hij staat dan ook bekend als de "nationale opera van het Armeense volk".
Tigranjan keerde terug naar Tiflis in 1913. Daar nam hij deel aan de activiteiten van de Armeens Muzikaal Genootschap (1913-1921) en gaf hij les aan de Hovnanjan-school. Hij componeerde er ook nieuwe werken, zoals Lejli en Madzjnoen (Լեյլի և Մեջնուն Leyli ew Maǰnun; 1918), Oosterse dansen (Արևելյան պար Arewelyan par) voor symfonisch orkest en verschillende koorstukken. Hij zette zijn creatieve werk voort tijdens de jaren 1920 en 1930, met talrijke liederen, cantates, koorliederen en pianostukken.
Tijdens de Tweede Wereldoorlog begon Tigranjan, naast zijn ander werk, te schrijven aan een nieuwe opera, Davit Bek (Դավիթ Բեկ Davit’ Bek), gebaseerd op de gelijknamige roman van Raffi. Het verhaal speelt zich af in de Melikaten van Karabach, vijf heerlijkheden die van de 15e tot de 19e eeuw het grondgebied van het huidige Nagorno-Karabach domineerden. Hun heroïsche verzet tegen de Perzische en Turkse invasie in de jaren 1720 spiegelt zich aan het verzet van de Sovjet-Unie tegen Nazi-Duitsland. Tigranjan werkte Davit Bek af in 1949, maar de opera ging pas op 3 december 1950 postuum in première, in de Opera van Jerevan.

### Begraafplaats
Tigranjan ligt begraven op de Centrale Begraafplaats van Jerevan, ook bekend als de Tochmach-begraafplaats.

## Prijzen en eretekens
- Volksartiest van de Armeense SSR (1935)
- Volksartiest van de Georgische SSR (1936)
- Leninorde (1939)

- Bibliothèque nationale de France: cb138135081 (data)
- Gemeinsame Normdatei: 132523388
- International Standard Name Identifier: 0000 0000 2347 3987
- Library of Congress Control Number: n82004243
- Nationale Bibliotheek van Letland: 000257122
- Nationale Bibliotheek van Israël: 987007332270405171
- Nationale Bibliotheek van Polen: a0000002824212
- SNAC: w6qv46v5
- Virtual International Authority File: 61730275
- WorldCat: E39PBJhmPjkhD6CgQM9T9PCPcP